# Автономный транспорт
Автономный транспорт или Беспилотный транспорт — вид транспорта, основанный на автономной системе управления. Управление автономным транспортным средством полностью автоматизировано и осуществляется без водителя при помощи оптических датчиков, радиолокации и компьютерных алгоритмов. Основное назначение автономного транспорта заключается в перемещении пассажиров или грузов.
Транспортные средства, доступные для потребителей в настоящее время, содержат функции вождения на базе компьютерных технологий, такие как парковочный автопилот или круиз-контроль. Эти особенности рассматриваются как базовый уровень автономии. К стандартным функциям добавляется способность предупреждать водителей об опасности, контроль тормозов, рулевого управления и т. д.
Как сообщает группа американских экспертов из General Motors, настоящие автономные транспортные средства появятся не ранее 2020 года: Майк Робинсон, вице-президент «General Motors» по устойчивости и глобальному регулированию дел в 2013 г. заявил, что транспортные средства, способные доставить в пункт назначения без управления со стороны человека появятся «в значительно отдаленном будущем».

## Разработки
Разработки автономных транспортных средств принадлежат компаниям Google, Nissan, Robot Car UK, General Motors и Yandex.
В мае 2012 года корпорация Google получила свою первую лицензию на беспилотные автомобили в некоторых американских штатах (Невада, Флорида и Калифорния). Тестовый автомобиль — робот, созданный на базе Lexus RX, проехал около семисот тысяч километров. Большое количество приборов и датчиков, расположенное на крыше автомобиля, позволяет следить за дорогой, объезжать ямы, избегать столкновений, останавливаться на светофорах и парковаться.
Великобритания дала разрешение на использование автомобилей с автономной системой управления в 2013 году. Правительство выделило около 28 миллиардов фунтов стерлингов для обновления дорожной системы и проекта с автономными автомобилями. Представители выказали уверенность в том, что автономная система управления сможет снизить загруженность дорог, а также повысить уровень безопасности участников движения. Тестированием таких транспортных средств в Великобритании будет заниматься команда исследователей из Оксфордского университета, руководителем группы является профессор Пол Ньюман.
Induct Technology совместно с Политехнической школой Лозанны разработали новый вид транспорта — автомобиль-робот Navia, осуществляющий движение при помощи электрической тяги. Автомобиль способен перевозить около 8-ми человек со скоростью не более 30 км/ч. В основе управления лежит использование новых сенсорных технологий, с помощью которых Navia обнаруживает и объезжает препятствия. Экран, расположенный в салоне, предлагает различные остановки и пункты назначения. Пассажирам остается только выбрать направление и следовать заданному маршруту.

### Роботизированная парковка
Компания Volvo работает над системой автоматической парковки. С помощью неё можно будет поставить машину на свободное место без участия водителя. Предполагается, что автомобиль самостоятельно найдет нужное место на парковке. Владельцу достаточно выйти из машины и отправить со своего смартфона соответствующий сигнал. Такая система появится уже в новой версии Volvo XC90. 

«Автономный парковщик» также разрабатывает компания Audi.

В Дубае уже существует роботизированная парковка. Система полностью автоматизирована: в тот момент, когда автомобилист оставляет машину у входа, она автоматически паркует машину в назначенный пустой слот.

## Безопасность
По данным журнала The Economist, около 90 % всех ДТП происходят из-за человеческих ошибок. Беспилотные автомобили Google наездили уже несколько тысяч километров без единой аварии.
Специалисты считают, что автономные транспортные средства могут значительно снизить количество транспортных происшествий и аварий, которые происходят из-за ошибки водителя.
В то время как безопасность является наиболее важным преимуществом, внедрение автономных транспортных средств может уменьшить заторы и улучшить экономию топлива.

## Виды беспилотного транспорта
- Беспилотное наземное транспортное средство

(автомобиль, поезд, трамвай, автобус, сельхозтехника, самолёт,  космический корабль, корабль, подводная лодка и т.д.